# Giorgio Ghezzi
Giorgio Ghezzi (10 de julho de 1930-12 de dezembro de 1990) foi um futebolista italiano que atuava como goleiro. Começou a carreira no Rimini e foi convocado pela Seleção Italiana de Futebol na Copa do Mundo FIFA de 1954, quando jogava pela Inter de Milão. Giorgio Ghezzi assinou contrato com o Milan no ano de 1959 e no ano de 1963 esteve como titular absoluto na primeira conquista do Milan da Liga dos Campeões da UEFA (que na época era chamada de Taça dos Campeões Europeus). Após jogar a temporada 1964-65 pelo Milan, Ghezzi se aposentou aos 35 anos de idade.